# Bod zlomu
Bod zlomu: o malých příčinách s velkými následky je kniha amerického novináře a spisovatele Malcolma Gladwella. Poprvé byla vydána ve Spojených státech roku 2000 pod původním názvem The Tipping Point.
Obsahem knihy je zevrubná novinářská analýza tzv. bodu zlomu, který Gladwell chápe jako kritický okamžik, ve kterém se z určitého sociálního, kulturního či případně jiného jevu stane jev s charakterem epidemie. Bod zlomu je pro Gladwella moment, „kdy se může změnit vše najednou“. Gladwell vysvětluje, že ke vzniku bodu zlomu musí být vhodná příčina a také podmínky. Za příklad si bere virus chřipky a jeho šíření v předvánočním městě. K bodu zlomu dochází, když ve městě s předvánočními nákupy narůstá koncentrace lidí a zároveň s blížící se zimou klesá teplota vzduchu. Nastává bod zlomu a s ní epidemie. Gladwell uvádí, že stejné epidemie probíhají v oblasti marketingu nebo v lidské společnosti obecně. Naznačuje, že bod zlomu lze i programově (s různou úspěšností) vytvářet. Bod zlomu pak Gladwell ilustruje například na obuvi značky Hush Puppies, které v polovině 90. let zaznamenaly náhlý a velmi prudký nárůst v prodeji i oblíbenosti, či na výrazném poklesu kriminality v New York City zhruba ve stejném období.

## Tři příčiny zlomu
Jedna z hlavních myšlenek knihy je ta, že příčiny bodu zlomu jsou trojí:
- „Zákon malého počtu“ – první příčina bodu zlomu praví, že příčina sociálních epidemií je přímo závislá na určité marginální skupině lidí, kteří jsou oproti ostatním určitým způsobem výjimeční. Gladwell vychází z teze ekonomů, kteří někdy uvažují o principu 80/20; čili že 20% účastníků určité činnosti zastane 80% veškeré práce.[4] Tuto klíčovou, pomyslně dvacetiprocentní část populace Gladwell dále rozděluje na tři skupiny:
  - Spojovatelé jsou lidé, kteří mají zvláštní moc „spojovat svět“. Znají velké množství lidí z různých sociálních vrstev i subkultur a jsou jakýmisi spojkami mezi jednotlivými, často jen málo souvisejícími komunitami.
  - Maveni jsou „informační specialisté“, kteří mají vynikající přehled o trhu včetně nejnovějších výrobků, a své znalosti předávají ve velkém ostatním, aniž by se tím snažili nějak přijít k zisku, slovo maven pochází z jidiš.
  - Prodavači jsou charismatičtí jedinci opatřeni výbornými vyjednávacími schopnostmi, kteří dokáží ostatní o něčem přesvědčit.

- „Faktor chytlavosti“ říká, že pokud se má nějaká věc prosadit, pokud se má rozšířit jako „epidemie“, je třeba, aby byla „chytlavá“. Gladwell uvádí příklad Sezamové ulice, televizního vzdělávacího pořadu pro děti, který svou originálností nabyl nebývalé popularity, a to nejen u dětské generace.

- „Síla kontextu“: lidské chování je citlivé a zároveň velmi ovlivnitelné prostředím, ve kterém se člověk pohybuje. Stejně tak jsou epidemie velmi náchylné a citlivé na své okolí.

## Česká vydání
- Bod zlomu: o malých příčinách s velkými následky, Praha: Dokořán 2006, 2007, 2008.